# Estancia, New Mexico
Estancia är administrativ huvudort i Torrance County i New Mexico. Enligt 2020 års folkräkning hade Estancia 1 242 invånare.